# John Okello
John Okello, född 1937 i Lango-regionen i Uganda, död omkring 1971, var en östafrikansk revolutionär och ledare för revolutionen i Zanzibar 1964. Revolutionen störtade Sayyid Jamshid ibn Abdullah och ledde till Zanzibars utropande till en republik.
Det finns inte mycket känt om Okellos barndom. Man vet att han döptes till Gideon vid två års ålder, att han blev föräldralös vid elva års ålder och att han därefter växte upp med släktingar. Vid femton års ålder började han arbeta på olika ställen i Östafrika. Av oklar anledning var han fängslad i två år i Nairobi, under vilken tid han började intressera sig för revolutionära idéer. Det har spekulerats i att han vid något tillfälle besökte Kuba och där lärde sig om kommunism av Fidel Castro.

## Revolution
1959 avreste Okello till Pemba där han anställdes som polisofficer. Han gick med i Afro-Shirazi Party, styrt av Abeid Karume. Partiet motsatte sig den dominerande position som minoritetsgruppen araber hade på Zanzibar och Pemba. 1963 drog han vidare till Zanzibar, där han samlade en grupp afrikanska nationalister. De åt inget rått kött, drack ingen alkohol och höll sig undan från samlag. Den högt religiöse Okello, som var övertygad att gud hade gett honom uppdraget att störta arabstyret, gav natten innan revolutionen sina anhängare order att döda alla araber mellan 18 och 25 år, att inte döda gravida och äldre, samt att inte våldta de som var oskuld. Den 12 januari 1964 stred sig Okello och hans anhängare in mot Zanzibars stenstad, där sultanen levde. Okello utnämnde sig själv till fältmarskalk över Zanzibar och Pemba. Sultanen och andra högt uppsatta lyckades fly från döden, annars dog mellan 5 och 20 000 araber mellan den 18 och 20 januari.
Efteråt, när Karume återvände, fick inte Okello någon makt på grund av hans instabila tillstånd, men han fick ha kvar sin titel som fältmarskalk. Han deporterades dock senare, och tilläts inte återvända, varför han istället återvände till sitt hemland Uganda. 11 mars förlorade han sin titel som fältmarskalk.

## Död
Man vet inte säkert när Okello dog. Han fängslades flera gånger i sitt hemland. Den senaste gången man vet att han var vid liv var när han sågs med Idi Amin 1971.